# Guim Costa i Calsamiglia
Guim Costa Calsamiglia (Barcelona, 1968), és arquitecte català, Degà del Col·legi d'Arquitectes de Catalunya des de Juny de 2022, nomenat vicedegà el 2020; és també soci de l'AdiFAd.

## Trajectòria
Va estudiar a l'Escola d'Arquitectura de Barcelona i, l'any 1994, va estar becat a la càtedra de Composició dins un projecte dirigit per Ignasi de Solà-Morales.
Encara cursant la carrera, participa en l'edició de la revista "Quaderns d'Arquitectura i Urbanisme" sota la direcció de Josep Lluís Mateo i Manuel Gausa. Amb aquest darrer publiquen "13 fragments i 3 epílegs", un treball de reflexió sobre les tendències de l'urbanisme de les ciutats en el context d'una nova etapa post-olímpica.
Entre el 1998 i el 2002 va ser Vocal de Difusió Cultural de la Demarcació de Barcelona del Col·legi d'Arquitectes de Catalunya. En aquesta activitat ha participat en l'organització de seminaris, exposicions i publicacions, entre les quals destaquen: 
- la coordinació, l'any 1996,[7] del catàleg "Registre d'arquitectura moderna a Catalunya: Docomono 1925-1965",[8][9][10] que enllaça amb el projecte internacional DOCOMOMO, acrònim de Documentation and Conservation of the Architecture and Urbanism of the Modern Movement.[11]
- formà part de l'organització del seminari "El patrimoni industrial:Velles estructures, noves actuacions", l'any 1998.[12]
- representant del COAC-Barcelona en la coordinació de l'Exposició "Barcelona 1979-2004" organitzada per l'Ajuntament de Barcelona.[13]

Interessat en la divulgació de l'arquitectura, a més a més de la seva activitat de difusió des del COAC, s'ha d'afegir la seva participació els anys 1998-1999 com co-editor de "2G. Revista Internacional d'Arquitectura", que es va publicar sota la direcció de Mònica Gili Galfetti', entre 1997-2015.
L'any 2022 va ser nomenat vicepresident de la fundació Institut de Tecnologia de la Construcció de Catalunya, dins l'equip del president Xavier Font i Mach. Des d'aquell mateix any és el representant del COAC com a patró institucional de la Fundació Bunka de RCR Arquitectes.

### Activitat com arquitecte
La seva activitat professional com a arquitecte i dissenyador s'inicia a meitat dels anys 1990 col·laborant amb els germans Terradas i amb Josep Llinàs. Posteriorment, va formar part de l'estudi de Ignasi de Solà-Morales, amb qui l'any 1994 s'havia format a la seva càtedra de Composició.
Entre 1998 i 2010 forma societat amb el dissenyador d'interiors Roman Serra sota la denominació "Costaserra arquitectura". La remodelació de la Clínica Olivé-Gumà a Barcelona, finalista de la segona edició del Premi Europeu d'Intervenció en el Patrimoni Arquitectònic; unes cases a Cànoves i Samalús i el conjunt de tres cases al Port de la Selva, una d'elles finalista als "Premis d'Arquitectura de Girona" del 2006, formen part d'aquesta etapa.
El 2010 crea el seu propi estudi, "Costacalsamiglia arquitectura", on, a més del desenvolupament de projectes d'arquitectura prioritzant l'eficiència energètica i la sostenibilitat, incorpora el disseny de mobiliari sota la denominació Gidlööf. El seu mobiliari se centra en el disseny nòrdic dels anys 1960-1980, però de creació pròpia, destacant la butaca Arne, una de les primeres peces de la col·lecció, seleccionada finalista als Premios Delta 2012.

#### Altres obres
- 2012 Casa Oriol-Verónica (Tàrrega)[24]
- 2014 Casa Friedman-Averboukh (L'Escala)[25]
- 2015 Casa Thomsen-Milakova (Sant Martí Empúries)[26]
- 2016 eDreams oficines WTC (Barcelona)[27]
- 2018 EFD Induction headquarters (Bangalore, Índia)[28]

## Publicacions
- Francesc Mitjans: Arquitecte.  Col·legi d'Arquitectes de Catalunya, Centre de Documentació, 1996, p. 68.[8]
- Costa, Guim. Barcelona 1992-2004.  Gustavo Gili, 2004. ISBN 978-84-252-1884-2.[29]